# 塔特歇爾城堡

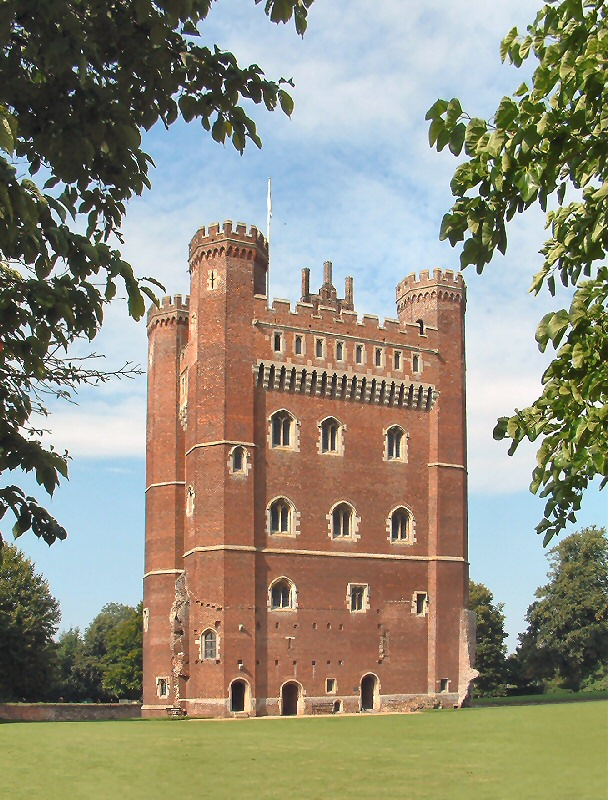
塔特歇爾城堡

塔特歇爾城堡（Tattershall Castle）是位於英格蘭林肯郡塔特歇爾的一座城堡，現在由英國國民信託管理。塔特歇爾城堡最初是一座石質城堡，可能始建於1231年。1430年至1450年期間大幅擴建的塔楼其实已经不属于严格意义上的防御性城堡了，更多是一种装饰性建筑。

## 外部連結
- Tattershall Castle information at the National Trust （页面存档备份，存于）
- 關於其詳細資料（400478），英格蘭圖庫，英格蘭遺產委員會

53°6′4.8″N 0°11′33.4″W / 53.101333°N 0.192611°W